# Schenkia iridescens
Schenkia iridescens là một loài tò vò trong họ Ichneumonidae.